# Crilin
Crilin (クリリン?, Kuririn), Crili nel doppiaggio italiano, è uno dei personaggi principali del manga Dragon Ball di Akira Toriyama. Egli compare anche nelle varie opere derivate, tra cui le serie televisive anime Dragon Ball, Dragon Ball Z, Dragon Ball GT, Dragon Ball Super e Dragon ball Daima, i film, gli OAV e numerosi videogiochi.
Come per molti altri personaggi di Dragon Ball, anche il nome di Crilin deriva da un gioco di parole, in questo caso abbastanza complesso. L'originale giapponese, Kuririn, è composto infatti da due parti: la prima, kuri (栗?), significa "castagna", in riferimento alla sua testa rasata, mentre la seconda deriva da Shōrin (少林?), a sua volta derivato dal cinese Shàolín, poiché il suo aspetto è ispirato ai monaci Shaolin.

## Descrizione
Inizialmente è un ragazzino un po' arrogante e antipatico, ed è molto competitivo e pieno di sé: un tipico primo della classe. Dice di voler seguire le lezioni del Maestro Muten principalmente per aver successo con le ragazze. Tenta più volte di approfittare dell'ingenuità di Son Goku (ad esempio, durante un allenamento, imbroglia il compagno in modo da guadagnarsi la fiducia di Muten), il quale alla fine diventa il suo migliore amico, nonostante tutto. Tipicamente furbo ed astuto, riesce a mettere avversari anche più forti di lui in difficoltà proprio grazie a questa astuzia. Spesso si comporta da vero e proprio fifone: quando scopre che Vegeta ha raggiunto Namecc, chiederà a Gohan di tornare sulla Terra, ricevendo una risposta negativa. La stessa cosa accadrà nell'arco degli androidi, quando Crilin rivela di volersi ritirare dallo scontro, constatata la potenza degli avversari. Tuttavia, nelle situazioni critiche, è pronto a sacrificare la propria vita pur di combattere le minacce e aiutare i suoi amici; ad esempio si propone per combattere insieme a Goku contro Radish, pur consapevole della sua inferiorità e dell'impossibilità di poter resuscitare di nuovo, e affronta Freezer nel suo secondo stadio aiutando Gohan. Col tempo acquisirà una certa esperienza che gli conferirà ottime abilità analitiche nel giudicare gli altri combattenti, ciò viene messo in evidenza in occasione del primo scontro tra Cell e Vegeta, infatti aveva capito fin da subito che quest'ultimo non aveva nessuna possibilità di battere il suo avversario, previsione che infatti si avverò.
In Dragon Ball Super diventa agente di polizia e combatte la criminalità cittadina. Aveva scelto di abbandonare le arti marziali in via definitiva, ma successivamente decide di tornare a lottare in vista del Torneo del Potere. In una gag ricorrente il Dio della distruzione Beerus sbaglia sempre la pronuncia del suo nome.
Il personaggio appare anche nella serie Dragon Ball GT, nella quale non ha un ruolo di primo piano e viene inoltre rappresentato come un uomo avanti con gli anni e i capelli grigi, che ha abbandonato completamente le arti marziali. Tuttavia sembra essere ancora molto in forma, visto che combatte amichevolmente con Goku quasi alla pari. Padre affettuoso e marito devoto, dimostra di amare molto sua figlia e sua moglie 18.

### Aspetto
Crilin è un guerriero terrestre di bassa statura, con i capelli rasati a zero fino all'arco di Cell e sei puntini sulla fronte, e ha la particolarità di non avere il naso. Alla sua prima apparizione dimostra subito antipatia e invidia per Goku, ma in seguito diventano migliori amici. Nonostante sia di un anno più anziano di Goku, Crilin viene rappresentato come un ragazzino tredicenne e poco più alto di Gohan. Freezer e i suoi subalterni, infatti, gli danno spesso del moccioso nell'anime italiano. A partire dall'arco di Majin Bu, Crilin decide di non rasarsi più i capelli, di conseguenza i 6 puntini sulla fronte non si vedono più perché coperti dalla vasta chioma nera. Durante l'arco di Majin Bu, indossa un completo formato da maglietta rossa e pantaloni bianco. In Dragon Ball Super dall'arco di Golden Freezer ritornerà a rasarsi i capelli. Alla fine del manga, ha i capelli grigio-bianchi.

## Storia

### Dragon Ball
Proviene da un remoto monastero buddista, dove ha trascorso otto anni ad allenarsi nelle arti marziali, decide poi di andare alla Kame House e lì conosce Goku nel momento in cui si reca dal Maestro Muten ad allenarsi. Inizialmente non va d'accordo con Goku, per il suo carattere e in quanto quest'ultimo è solito prenderlo in giro, ma dopo vari allenamenti spalla a spalla i due diventano molto amici. Partecipa al 21º Torneo Tenkaichi dove, alle eliminatore, sconfigge uno dei due monaci del suo stesso tempio che in passato lo prendevano in giro. Riesce, infine, a qualificarsi per il torneo con grande facilità. Al torneo ufficiale viene sorteggiato per combattere nei quarti contro Bacterian, un combattente che usa il suo terrificante fetore come arma, non essendo il suo corpo mai stato lavato. Inizialmente in difficoltà a causa della puzza dell'avversario, Crilin riesce a battere Bacterian solo quando Goku gli fa ricordare che in realtà lui non ha il naso e che quindi non può sentire il cattivo odore del nemico, che viene così facilmente sconfitto da Crilin. Affronta poi in semifinale Jackie Chun (il Maestro Muten sotto mentite spoglie), il quale viene messo in difficoltà dall'astuzia e le tecniche del giovane, ma alla fine riesce a sconfiggerlo con poco sforzo.
Crilin decide di aiutare Goku e Bulma nella ricerca di una delle sfere del drago dovendo vedersela con il generale Blue del Red Ribbon il quale ambisce pure lui alla sfera; Crilin viene sconfitto dal generale Blue anche se quest'ultimo poi viene battuto da Goku. Poi decide di contribuire alla battaglia finale contro l'esercito della Red Ribbon, anche se il suo aiuto non sarà necessario, in quanto Goku riesce a sconfiggere tutto l'esercito da solo. In seguito, Crilin è uno dei guerrieri che aiutano Goku contro i guerrieri della Vecchia Sibilla e affronta Draculaman, che però grazie ai suoi poteri vampireschi gli succhia una parte del suo sangue e poi lo sconfigge gettandolo in acqua. Durante lo scontro tra Yamcha e Suke, l'uomo invisibile, Crilin farà in modo che Yamcha sconfigga il nemico attraverso una strategia: mostra il seno di Bulma a Muten, causando a quest'ultimo una fortissima epistassi, che inonda Suke di sangue, rendendolo finalmente visibile.
In seguito Crilin, dopo tre anni, partecipa al 22º Torneo Tenkaichi, dove supera facilmente le eliminatorie insieme a Yamcha e Goku. Affronta Jiaozi nei quarti di finale, il quale si rivela un avversario ostico grazie alle sue tecniche e capacità telecinetiche, finché Crilin finisce immobilizzato dall'avversario. In questa occasione, Crilin capisce che l'avversario per mantenere intatta la tecnica ha bisogno che le sue mani stiano ferme e poste orizzontalmente e per questo chiede a Jiaozi di sommare alcuni numeri a caso; quest'ultimo, per rispondere alla domanda, ingenuamente inizia a sommare attraverso l'uso delle mani, rendendo nulla la tecnica. Crilin sfrutta questa occasione per colpirlo violentemente, gettandolo fuori dal ring. Nel successivo scontro, Crilin affronta il suo amico Goku in semifinale. Tenta di prendere la coda all'amico per fargli perdere i poteri e alla fine ci riesce, ma Goku gli rivela che ha allenato la coda proprio per prevenire un attacco del genere. Viene poi sconfitto dall'amico quando sfodera tutta la sua forza e lo getta fuori dal ring con un calcio.
Subito dopo la fine del torneo, Crilin viene ucciso da Tamburello, un sicario del Grande Mago Piccolo. In seguito viene fatto resuscitare tramite le sfere del drago.
Nei tre anni successivi al torneo si allena duramente per superare le abilità del suo amico Goku. Dopo aver scalato la Torre di Karin, partecipa al 23º Torneo Tenkaichi, dove rincontra tutti i suoi amici. Si qualifica facilmente per i quarti, dove viene sorteggiato contro Majunior (Piccolo sotto mentite spoglie), il quale si dimostra enormemente superiore. Questo porterà Crilin a ritirarsi dal torneo, durante lo scontro. Tuttavia, nonostante la sconfitta, dimostra delle grandi capacità, tanto da essere applaudito al posto del vincitore, Piccolo.
Cinque anni dopo, in seguito alla morte di Goku per mano di Radish, viene allenato da Dio e Mr. Popo per lo scontro con i due Saiyan Vegeta e Nappa. Dopo l'arrivo dei due alieni, è il terzo degli amici di Goku a scendere sul campo di battaglia dove, dopo aver assistito alla morte di Yamcha, per la rabbia uccide da solo tre Saibaimen con un colpo energetico in grado di frammentarsi e seguire l'avversario sino ad ucciderlo. In seguito, durante il combattimento contro Nappa, riesce a metterlo in difficoltà in alcune occasioni, ma il suo avversario si dimostra fin troppo superiore, Crilin prova anche a batterlo con la sua nuova tecnica, il Kienzan, ma non serve e nulla, venendo poi messo al tappeto. Mentre sta per essere ucciso sopraggiunge Goku, il quale dona un senzu a Crilin, curandolo completamente e gli ordina di tornare alla Kame House insieme a Gohan, essendo loro gli unici due superstiti. Tuttavia decide insieme a Gohan, poco dopo, di dirigersi in aiuto di Goku, pur consapevole della propria inferiorità. Durante il combattimento con Vegeta, uno scontro senza esclusione di colpi, riesce a lanciare una Genkidama creata da Goku contro il nemico, e grazie a Gohan l'attacco va a segno, e alla fine della battaglia arriva quasi ad uccidere il Saiyan senza forze, ma Goku lo ferma e gli prega di risparmiare Vegeta, in modo tale da combatterlo di nuovo, e Crilin acconsente.
Durante il combattimento con Vegeta e Nappa, Crilin viene a conoscenza del pianeta Namecc e dell'esistenza di nuove sfere del drago. Viene, quindi, organizzata una spedizione su Namecc che comprende Gohan, Bulma e lo stesso Crilin. I tre giungono sul pianeta con la navicella che una volta era di Dio, scoperta da poco da Mr. Popo. Su Namecc, Crilin e Gohan sconfiggono facilmente due soldati del crudele Freezer, che però danneggiano l'astronave e quindi Crilin, Gohan e Bulma sono costretti a rimanere su Namecc. Crilin riesce a seminare Dodoria, subordinato di Freezer, accecandolo tramite il Taiyoken (colpo del sole nel doppiaggio italiano), salvando così non solo la sua vita ma anche quella di Gohan e di Dende, un bambino namecciano del posto soccorso dai due. Proprio quest'ultimo, conscio della bontà di Crilin, lo porta al cospetto di Guru, il quale gli risveglia i suoi poteri nascosti. Inoltre, consegna in custodia a Crilin la sua sfera del drago, ma il ragazzo in seguito la consegnerà a Vegeta, non avendo altra scelta, in modo tale da salvare così la sua vita e quella di Bulma. Successivamente, alleatosi con Vegeta contro le forze di Freezer, affronta con Gohan la Squadra Ginew; il terrestre e il Saiyan combattono contro Guldo e nonostante si dimostrino a lui superiori, finiscono intrappolati nella tecnica psichica del nemico, venendo salvati all'ultimo momento da Vegeta, che uccide Guldo in tempo. Crilin affronta poi Rikoom salvando la vita a Vegeta, finendo tuttavia sconfitto con un semplice calcio da parte di Rikoom. A salvare i tre oramai ad un passo dall'essere uccisi arriva Goku, che dà loro un senzu a testa per riprendersi. In seguito, quando Ginew si impossessa del corpo di Goku, Crilin lo affronta insieme a Gohan riuscendo a metterlo in difficoltà, in quanto Ginew doveva ancora abituarsi al corpo ospite. Affronta poi Freezer nella battaglia finale, finendo sconfitto con estrema facilità dall'alieno nel suo secondo stadio. Nonostante Dende lo salvi curandolo, viene più tardi ucciso da Freezer, che lo fa esplodere con un singolo colpo.Crilin comunque avrà un ruolo determinante nella sconfitta di Freezer dato che è stata la collera per la sua morte il fattore scatenante che ha permesso a Goku di trasformarsi in Super Saiyan infatti per merito del suo nuovo potere Goku riesce a battere Freezer. Crilin viene infine resuscitato con le sfere del drago del pianeta Namecc insieme a Yamcha, Tenshinhan e Jiaozi.
Nell'anime, Crilin è uno dei guerrieri, insieme a Gohan e Piccolo, ad affrontare Garlic Jr. e i Quattro Re. Giunto alla Kame House con la sua fidanzata Marion, Crilin affronta i Quattro Re e poi Garlic, ma alla fine non riuscirà a sconfiggere il perfido demone. A sconfiggerlo ci riuscirà solo Gohan, il quale distruggerà il pianeta dei demoni, eliminando a sua volta anche Garlic Jr. spedendolo in una dimensione parallela. Alla fine, Crilin lascia Marion, dopo aver fallito nell'intento di recuperare una preziosa perla gigantesca nell'oceano da donarle.
Un anno dopo la distruzione di Namecc, Crilin avverte l'aura di Freezer e di suo padre e si dirige sul luogo di atterraggio dei due tiranni. Assiste, poi, alla morte dei due nemici per mano di un Super Saiyan. Questi si rivelerà Trunks, ovvero un ragazzo proveniente dal futuro che si dichiara essere figlio di Vegeta e di Bulma. Crilin scopre da Trunks che di lì a tre anni tutti i protagonisti sarebbero morti a causa di due cyborg, creature costruite dal Dr. Gelo, ultimo superstite del Red Ribbon, intento a vendicarsi di Goku. Crilin, così, decide di allenarsi in attesa della comparsa dei cyborg. Durante i combattimenti contro Numero 19 e 20 rimane a guardare per la maggior parte delle occasioni in quanto è lui a custodire i fagioli di Karin. Dopo aver scoperto che il cyborg 20 è in realtà il Dottor Gelo, Crilin insieme agli altri cerca il suo laboratorio per impedirgli di attivare i cyborg Numero 17 e 18, ma il gruppo arriva troppo tardi. In seguito rimane impassibile quando i suoi amici vengono massacrati dagli androidi e 18 lo saluta dandogli un bacio sulla guancia, senza tuttavia ferirlo minimamente. Dopo aver guarito i suoi amici, Bulma gli affida la missione di disattivare e distruggere 18 e 17 attraverso un comando di disattivazione ottenuto con del materiale trovato nel laboratorio del Dottor Gelo. Quando 17 viene assorbito da Cell, Crilin non ha il coraggio di premere il pulsante del comando di disattivazione su 18, in quanto infatuato di lei; in questo modo Cell riesce ad assorbire il cyborg ed a diventare l'essere perfetto. Crilin tenta allora di vendicarsi attaccando Cell, ma i suoi colpi sono completamente inutili e il cyborg lo sconfigge con un semplice calcio. Partecipa poi al Cell Game, con tutti gli altri guerrieri, seppure come semplice spettatore, ammettendo la superiorità schiacciante dei partecipanti. Nel frangente in cui Cell evoca i Cell Jr. si scontra con essi, non riuscendo però a tenere loro testa. Quando Gohan scaglierà il suo attacco finale, Crilin cercherà di indebolire Cell attaccandolo alle spalle insieme a Piccolo, Yamcha e Tenshinhan, ma la forza del nemico è troppo alta, e finirà sbalzato via dall'aura di Cell, insieme ai compagni. Infine, assiste alla vittoria di Gohan contro il potentissimo cyborg. Quando Cell rigurgita 18, Crilin si prende cura del cyborg e la porta con sé al Santuario di Dio, dove poi chiederà a Shenron di togliere a lei e 17 i dispositivo di autodistruzione.
Sette anni dopo, periodo in cui sposa Numero 18, con la quale avrà una bambina che chiameranno Marron, partecipa al 25º Torneo tenkaichi, affrontando e sconfiggendo Punter. Il torneo viene interrotto poi dall'arrivo di Spopovitch e Yamu, due subordinati del mago Babidy, che prendono l'energia di Gohan in modo da usarla per liberare un demone potentissimo di nome Majin Bu. Così Crilin e i compagni si dirigono da Babidy e, giunti nei pressi dell'astronave del mago, vengono attaccati da Darbula. Quest'ultimo, attraverso la sua saliva, riesce a pietrificare Piccolo e lo stesso Crilin Più tardi, con la morte di Darbula per mano di Majin Bu, sia Piccolo che Crilin ritornano normali. Insieme a Piccolo salverà Goten e Trunks da morte certa e li porteranno al Santuario di Dio, dove i ragazzini impareranno la fusione, aiutati da Piccolo. Crilin viene poi ucciso da Majin Bu, insieme a tutti coloro che si erano rifugiati nel Santuario di Dio, che lo trasforma in una barretta di cioccolato per poi essere mangiato e digerito dal demone rosa. Dopodiché viene resuscitato insieme a tutta l'umanità, per donare insieme agli altri terrestri l'energia alla Genkidama di Goku, che distruggerà definitivamente Majin Bu.

### Dragon Ball Super
In Dragon Ball Super, ambientato quattro anni dopo la sconfitta di Majin Bu, Crilin ha iniziato a lavorare come poliziotto. Viene invitato alla festa di compleanno di Bulma insieme alla moglie 18 e alla figlia Marron dove si reincontra insieme a tutti gli altri. Assiste alla battaglia tra Goku, trasformato in Super Saiyan God, contro il Dio della distruzione Beerus.
Partecipa alla battaglia contro Freezer, resuscitato da Sorbet e Tagoma, e il suo esercito che attaccano la Terra. Crilin fiancheggia Gohan, Muten, Piccolo e Tenshinhan che insieme riescono a battere i soldati di Freezer con facilità, infine la battaglia si conclude con Goku che uccide Freezer scongiurando la minaccia.
Assiste come spettatore al torneo indetto da Beerus e Champa, che ha in palio le super sfere del drago.
Tempo dopo, Goku invita Crilin e 18 a partecipare in rappresentanza del Settimo Universo al Torneo del Potere indetto da Zeno, una battle royale dove otto universi faranno scendere in campo una squadra di dieci combattenti ciascuno con la promessa che riceveranno un premio in denaro, anche se solo in un secondo momento Crilin scoprirà la verità, ovvero che gli universi che perderanno saranno distrutti. Crilin e sua moglie combatteranno al Torneo del Potere insieme a Goku, Vegeta, 17, Gohan, Piccolo, Muten, Tenshinhan e Freezer; nella serie animata aiuta Muten e 18 a sconfiggere rispettivamente Jium del Decimo Universo e Shosa del Quarto Universo, e sconfigge da solo Majora, un altro guerriero del Quarto Universo. Frost, combattente del Sesto Universo, approfittando di un momento di distrazione di Crilin, lo elimina dal torneo. La sua squadra alla fine si aggiudicherà la vittoria del torneo.
Crilin combatterà al fianco di Gohan e Piccolo contro i prigionieri evasi dalla Prigione Galattica Seven-Three, Shimorekka e Yunba, appena giunti sulla Terra. Purtroppo Crilin e i suoi amici verranno pesantemente sconfitti dai criminali, i quali su ordine del loro capo, Molo, lasciano la Terra per poi ritornare dopo qualche mese in un attacco in scala più ampia. Crilin, anche se ha pochi mesi di tempo, si allena, e quando i criminali attaccano la Terra, Crilin difende il pianeta insieme, a Gohan, Piccolo, 18, 17, Yamcha, Tenshinhan, Jiaozi e Muten. Alla fine Crilin affronta nuovamente Yunba, il quale si rivela un avversario ostico, ma Crilin questa volta riesce a sconfiggerlo. Crilin e Muten combattono contro la triplice fusione di Miza, Kikaza e Iwaza e proprio quando erano sul punto di perdere, in loro aiuto arriva Goku, che sconfigge le nemiche.
Come agente di polizia Crilin indaga sul dottor Hedo, dato che la rinata Red Ribbon intende avvalersi delle sue competenze come scienziato, Crilin fa irruzione nella base di Hedo insieme a Goten e Trunks, e insieme i tre distruggono il cyborg più forte di Hedo, ovvero il Dinodroid 1, successivamente Crilin e i suoi colleghi del dipartimento di polizia arrestano Hedo. Quando quest'ultimo sconta la sua pena, la Red Ribbon lo convince a lavorare per loro, Hedo crea per l'impresa Cell Max, il cyborg che dovrà servire la Red Ribbon come arma per la conquista del mondo, Crilin raggiunge la base della Red Ribbon, e affronta Cell Max, oltre a metterlo in difficoltà Crilin si rivela determinante per la vittoria avendo suggerito lui a Piccolo di usare la forma gigante in modo da competere con Cell Max sul piano fisico, infatti Piccolo seguendo il suggerimento di Crilin nella sua forma gigante riesce a tenere bloccato il cyborg permettendo così a Gohan di dargli il colpo di grazia. Crilin decide di non arrestare Hedo dato che egli si rivela già pentito per il proprio comportamento avendo capito di aver sbagliato a lavorare con la Red Ribbon.

### Dragon Ball GT
In Dragon Ball GT Crilin assume una scarsa rilevanza, come sua moglie C-18. Viene controllato da Baby e insiste per partire per il pianeta Plant, ma il suo posto viene preso da Majin Bu. Alla fine viene liberato insieme a tutti gli abitanti della Terra e festeggia con i protagonisti alla Capsule Corporation il successo sul nemico.
Viene ucciso da C-17 (controllato dal suo clone) mentre tentava di riportarlo alla ragione. La sua morte causerà l'ira di C-18 che attaccherà il fratello C-17, ma verrà sconfitta da quest'ultimo.
Goku e i suoi amici si recano alla ricerca delle sfere per riportare in vita lui e le altre vittime del cyborg, ma al posto di Shenron compare Dark Shenron, uno dei draghi malvagi, che riesce a dare vita a un intero gruppo di altri draghi malvagi come lui. Crilin viene resuscitato nell'ultimo episodio della serie.
Compare l'ultima volta alla Kame House, quando incontra nuovamente il suo amico Goku. In questa occasione si lamenta dicendo di essere troppo invecchiato; Goku allora, per dimostrargli il contrario, improvvisa con lui un breve combattimento nel quale Crilin riesce a colpire violentemente Goku, dimostrando di saperci ancora fare, prima che il suo amico sparisca con Shenron.

## Poteri e abilità
Avendo praticato le arti marziali fin da bambino, Crilin (anche grazie a duri allenamenti) vanta una forza fisica, velocità e resistenza ben superiori a quelle di un normale terrestre. A detta di Yamcha, in occasione del 25º Torneo Tenkaichi, il suo amico è l'essere umano più forte tra tutti.
È in grado di usare il Ki, potendo anche percepire quello degli altri individui con la forza della mente, inoltre può usarlo per levitare con la tecnica del Bukujutsu mostrando questa abilità per la prima volta durante il 23º Torneo Tenkaichi.
Crilin vanta un vasto arsenale di tecniche, infatti seppur non al livello del suo amico Goku, pure lui ha dato prova di notevoli abilità di apprendimento, infatti si è rivelato capace di copiare una tecnica anche solo dopo averla vista poche volte come nel caso della Kamehameha, o lo Zanzoken e il Taiyoken, dispone anche di techine di sua stessa creazione come il Double Tsuihikidan e il Kienzan, quest'ultima probabilmente è la sua tecnica più pericolosa. Durante lo scontro con Vegeta, ha utilizzato anche la Genkidama anche se in realtà era stato Goku a raccogliere l'energia per convogliarla facendo sì che Crilin potesse assorbirla dandole poi forma, Goku infatti ha ritenuto che Crilin fosse all'altezza di gestire l'energia del suo potere. Apparsa solo sulla rivista Weekly Shōnen Jump è capace di usare la fusione con Piccolo e i due si fondono dando vita a Criccolo.
Benché non sia forte come Goku e molti altri suoi compagni, è un combattente astuto, capace di mettere in difficoltà anche avversari più forti di lui cogliendoli di sorpresa o usando strategie per confonderli.

### Livelli di combattimento
- Il giorno successivo alla morte di Goku e Radish: 206[85]
- Contro Vegeta e Nappa
  - Minimo: 1.100[86]
  - Massimo: 1.173[87]

Inizialmente contro Dodoria su Namecc
1.500

Contro la Squadra Ginew su Namecc
10.000

## Accoglienza
Diverse riviste specializzate in anime e manga hanno espresso critiche positive sul personaggio apprezzando la sua personalità e il suo sviluppo durante la serie. Matt Rox ha rivelato che Crilin è il suo personaggio preferito.
David Smith F. ha definito la lotta tra Crilin e Cell molto più naturale rispetto a quella tra il cyborg e Goku. Tim Jones di Themanime.org ha apprezzato lo sviluppo del personaggio durante la serie. Lo scrittore Carl Kimlinger di Anime News Network ha apprezzato il personaggio dalla sua apparizione in poi. Chris Beveridge ha parlato anche del Crilin nella serie Dragon Ball GT, che viene rappresentato molto vecchio. Nel sondaggio di Oricon del gennaio 2007, Crilin si è classificato al terzo posto.
Sulla rivista Shonen Jump's è apparsa la fusione tra lui e Piccolo, anche se non appare né nell'anime né nel manga e viene chiamata Criccolo. A Crilin sono stati messi in commercio numerose linee di action figures, plushes e portachiavi. Da qualche anno, è in gran voga fra gli otaku che si recano alle fiere del fumetto e raduni vari, la pratica di creare dei cosplay, da indossare come testimonianza della passione che hanno per un personaggio in particolare di un manga o un film e, a volte, anche dei videogiochi. Da questo fenomeno culturale non è stato escluso nemmeno il personaggio di Crilin: molti infatti, sono i giovani che si immedesimano in questo personaggio così da sentirsi protagonisti del manga.
È ironicamente riconosciuto (soprattutto sul web) come il personaggio morto più volte, il che l'ha reso protagonista di diverse vignette umoristiche (nonostante con l'avvento di Dragon Ball Super Piccolo raggiunga lo stesso numero di morti di Crilin).

## Doppiaggio
Nella versione originale giapponese, Crili è doppiato in tutti i media da Mayumi Tanaka.
In Italia, Crilin da bambino è stato doppiato da Sergio Luzi nel 1° doppiaggio di Dragon Ball realizzato da Junior TV e da Veronica Pivetti nel ridoppiaggio Mediaset della serie dall'episodio 14 al 99, mentre dall'episodio 100 fino alla prima metà della serie Z è doppiato da Marcella Silvestri. Dalla saga di Majin Bu in poi ha la voce di Luigi Scribani. Ha la voce di George Castiglia (da bambino) e Davide Lepore (da adulto) nel primo doppiaggio dei film d'animazione della prima e seconda serie realizzato da Dynit, mentre in La battaglia degli dei e La resurrezione di 'F' è stato doppiato da Leonardo Caneva.